# Lago de Sanábria
O Lago de Sanábria (em leonês Llagu de Senabria; arcaicamente em português Lago de Seabra) é um lago na província de Zamora, Espanha.
Com uma área de superfície de 368 ha, é o maior lago glaciar da Península Ibérica.
É alimentado pelo rio Tera, subafluente do rio Douro.